# Francesco Carafa
Francesco Carafa (Napoli, ... – Napoli, 30 luglio 1544) è stato un arcivescovo cattolico italiano.

## Biografia
Appartenente alla potente famiglia napoletana dei Carafa (che possedeva la carica di arcivescovo di Napoli dal 1458), fu nominato arcivescovo di Napoli il 24 gennaio 1530 e lì morì il 30 luglio di quattordici anni dopo.